# Марково (Островський район, Костромська область)
Марково (рос. Марково) — присілок в Островському районі Костромської області Російської Федерації.
Населення становить 132 особи. Входить до складу муніципального утворення Адищевське сільське поселення.

## Історія
Від 1944 року населений пункт належить до Костромської області.
Від 2007 року входить до складу муніципального утворення Адищевське сільське поселення.

## Населення
| 2008 | 2010 | 2014 |
| ---- | ---- | ---- |
| 130  | ↗132 | →132 |